# Liste der Monuments historiques in Mespaul
Die Liste der Monuments historiques in Mespaul führt die Monuments historiques in der französischen Gemeinde Mespaul auf.

## Liste der Bauwerke
| Bezeichnung                                | Beschreibung   | Standort | Kennzeichnung | Schutzstatus | Datum | Bild           |
| ------------------------------------------ | -------------- | -------- | ------------- | ------------ | ----- | -------------- |
| Calvaire der Kapelle Ste-Catherine         |                | (Lage)   | PA29000013    | Inscrit      | 1997  | weitere Bilder |
| Kreuz Croas Ar Vossen                      |                | (Lage)   | PA29000012    | Inscrit      | 1997  | weitere Bilder |
| Beinhaus der ehemaligen Kirche St-Aurélien | Erbaut um 1600 | (Lage)   | PA29000014    | Inscrit      | 1997  | weitere Bilder |

## Liste der Objekte
- Monuments historiques (Objekte) in Mespaul in der Base Palissy des französischen Kultusministeriums